# علاقات الهند والتبت

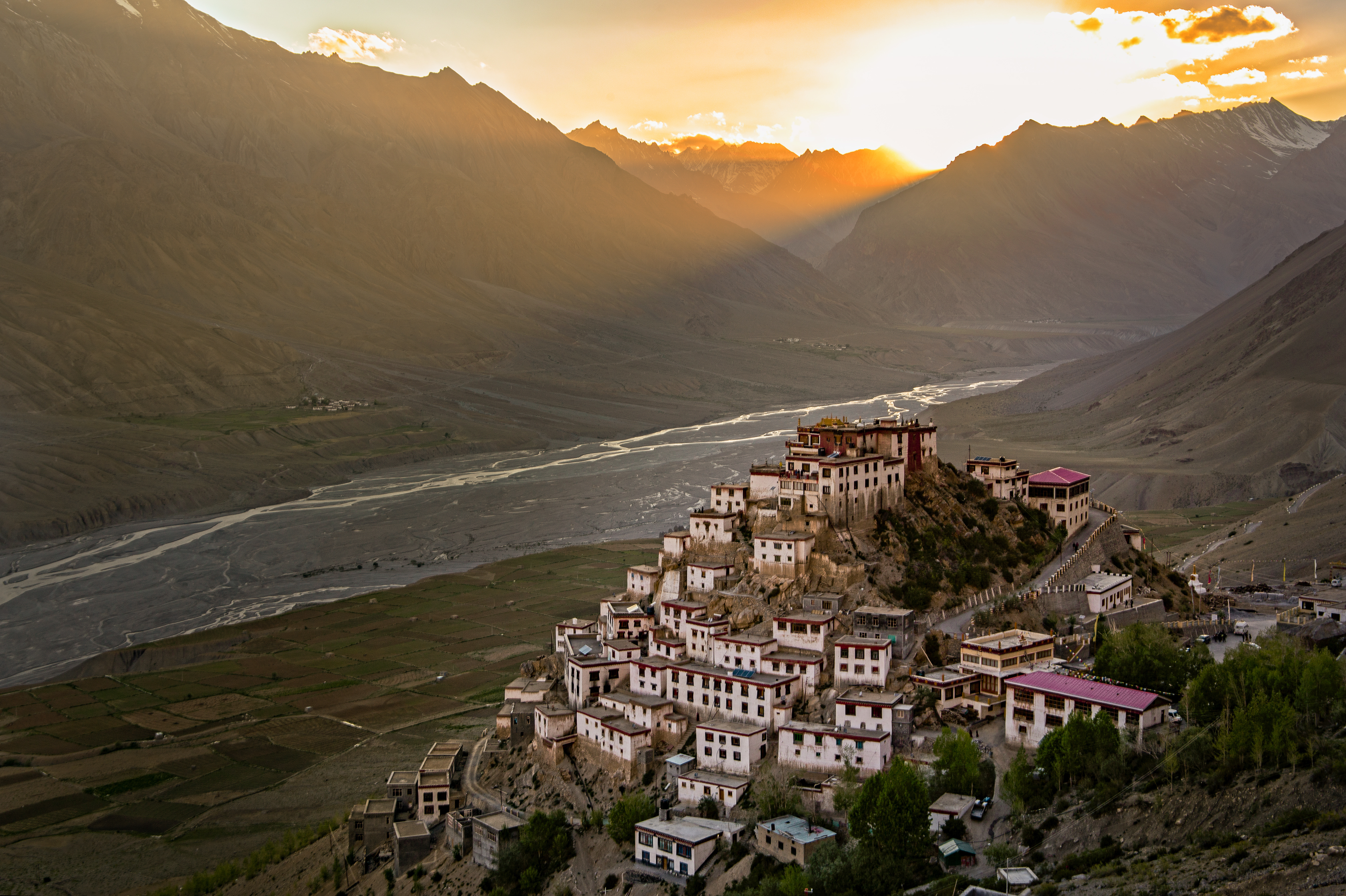
كاي غومبا هو دير بوذي تبتي يقع في وادي سبيتي في هيماشال براديش، الهند.

يُقال إن العلاقات بين الهند والتبت بدأت أثناء انتشار البوذية من الهند إلى التبت خلال القرن السابع والثامن الميلاديين. في عام 1959، فر الدالاي لاما إلى الهند بعد فشل انتفاضة التبت في عام 1959. منذ ذلك الحين، أُعطي التبتيون في المنفى حق اللجوء في الهند، واستوعبتهم الحكومة الهندية في 45 مستوطنة سكنية ضمن 10 ولايات في البلاد. انخفض عدد اللاجئين التبتيين من نحو 150 ألف لاجئ في عام 2011 إلى 85 ألف لاجئ في عام 2018، وذلك وفقًا لبيانات الحكومة. يغادر العديد من التبتيين الهند حاليًا عائدين إلى التبت ودول أخرى مثل الولايات المتحدة أو ألمانيا. بعد استقلال الهند بفترة وجيزة، سرعان ما تعاملت حكومتها مع التبت على أنها دولة مستقلة بحكم الواقع. مع ذلك، كانت السياسة الهندية بشأن التبت مدركة للحساسيات الصينية، واعترفت بالتبت جزءًا من الصين.

## تاريخها
اقترح باحثون مثل بوتون رينشن دروب (بو-ستون) أن التبتيين ينحدرون من سلالة روباتي، وهو ضابط عسكري كروفي خدم في حرب كوروكشيترا الأسطورية. يشير باحثون آخرون إلى انتشار البوذية من الهند إلى التبت من خلال الجهود التي بذلها الملوك التبتيون، وهم سونغستن غامبو وتريزونغ ديتسين كأول تواصل هام. زار الدالاي لاما الثالث عشر، ثوبتن غياتسو، شبه القارة الهندية في عام 1910. حاليًا، يزور الحجاج التبتيون أماكن مثل غايا، ساراناث وسانشي المتعلقة بحياة بوذا.

### الراج البريطاني (1767-1947)
في عام 1779، كان البانشن لاما ميالًا إلى وكلاء شركة الهند الشرقية من الهند البريطانية. أُبرمت المعاهدات المتعلقة بالتبت بين بريطانيا والصين في ثمانينيات وتسعينيات القرن التاسع عشر، لكن الحكومة التبتية رفضت الاعتراف بشرعيتها.
بدأت حملة بريطانية، غزو فعليًا، ضد التبت بقيادة العميد جيمس مكدونالد والعقيد فرانسيس يونغهاسبند في ديسمبر عام 1903، واستمرت نحو عشرة أشهر. لاحقًا لذلك وُقعت المعاهدة بين بريطانيا العظمى والتبت في عام 1904؛ وفرضت المعاهدة بشكل أساسي عدة نقاط على التبتيين مثل دفع تعويض كبير للبريطانيين. تبع هذه المعاهدة معاهدة بريطانية صينية في عام 1906 وافقت فيها بريطانيا على عدم ضم التبت ووافقت الصين على «عدم السماح لأي دولة أجنبية أخرى بالتدخل بإقليم التبت أو بالسياسية الداخلية له».
أرسلت أسرة تشينغ حملة عسكرية إلى التبت في عام 1910، واحتُلت لاسا، واضطر الدالاي لاما إلى الفرار إلى الهند البريطانية حيث بقي فيها نحو ثلاث سنوات. عاش في الفترة بين 1904-1947 أكثر من 100 مسؤول بريطاني هندي في التبت وعملوا فيها.

### الهند المستقلة (1947-1962)
في أغسطس عام 1947، ورثت الحكومة البريطانية المعاهدات البريطانية المتعلقة بالتبت. أصبحت المهمة البريطانية في لاسا مهمة الهند الدبلوماسية. أوضحت الحكومة الهندية في مراسلاتها أنها كانت تعتبر التبت بلدًا فعليًا. لم يقتصر ذلك على الهند فقط، فقد كان للنيبال ومنغوليا معاهدات أيضًا مع التبت. عُقد مؤتمر آسيوي في نيودلهي قبل عدة أشهر من استقلال الهند، ودعيت إليه التبت. كان علم التبت يرفرف إلى جانب أعلام الدول الأخرى المشاركة.
في أغسطس من عام 1950، اجتمع مفوض التبت وممثلو جمهورية الصين الشعبية للتفاوض في نيودلهي. بعد الضم الصيني للتبت في أكتوبر من ذلك العام، أرسلت الهند مذكرة احتجاج. كتب نائب رئيس الوزراء الهندي ساردار فالاباي باتل قائلًا: «إن المأساة الكامنة في ذلك هي أن التبتيين آمنوا فينا؛ اختارا أن نكون مرشديهم؛ ولم نستطع إخراجهم من شبكات الدبلوماسية الصينية أو الحقد الصيني.
في عام 1954، وقعت الهند والصين اتفاقية تجارية من شأنها تنظيم التجارة بين البلدين فيما يتعلق بالتبت. أنهت هذه الاتفاقية التجارية تجارة الهند الحرة مع التبت والتي دامت لقرون.
قال أتشاريا كريبلاني عن التبت في لوك سابها (مجلس الشعب) في عام 1959 إنها «كانت أمة تريد أن تعيش حياتها المستقلة وسعت للحصول على ذلك. الحكومة الجيدة لا تحل محل الحكومة الذاتية». قال جايا باراكاش نارايان «جاء الطغاة والقياصرة والديكتاتوريون وذهبوا، لكن روح الإنسان تستمر إلى الأبد. ستبعث التبت إلى الحياة». من ناحية ثانية، علقت الصحافة الهندية على صمت الحكومة خلال ذلك الوقت وأشارت إلى أن الحكومة لا تستطيع فعل الكثير لمساعدة التبت، حتى بعد قرار الجمعية العامة للأمم المتحدة في عام 1961 الذي وضح حق التبت في تقرير مصيرها.
خُفضت مهمة الهند الدبلوماسية في لاسا في عام 1952 إلى القنصلية العامة، وبعد الحرب الهندية الصينية في عام 1962، أُغلقت هذه القنصلية. كان يوجد خلال ذلك الوقت ثلاثة بلدان لها مهمات في لاسا: بوتان والنيبال والهند؛ بقيت منها مهمة النيبال فقط. طلبت الهند من الصين على مر السنين السماح بإعادة افتتاح القنصلية في لاسا؛ لكن الصين لم تقبل بذلك.

### عام 2000 وما بعده
ارتكزت سياسة الهند المتعلقة بالتبت، في الآونة الأخيرة، على محاولة عدم الإساءة للصين. على الرغم من دعوة لوبسانغ سانغاي إلى مراسم القسم الخاصة برئيس الوزراء مودي في عام 2014، وصرح كبير الوزراء أروناتشال براديش في عام 2017 أن لدى ولايته حدود مع التبت وليس مع الصين، حدث تحول كبير في سياستها في أبريل عام 2018 بعد عقد مؤتمر قمة مودي-تشي جينبينغ في ووهان مع إصدار وزير الخارجية تعميمًا لثني مسؤولي الحكومة عن الذهاب إلى المناسبات التبتية حيث يكون الدالاي لاما أو حكومة التبت في المنفى حاضرين. نُقلت جميع المناسبات الخاصة بمرور 60 عامًا على نفي حكومة التبت من نيودلهي إلى دارامشالا. قال شيام شاران، خلال المناوشات الكلامية والمواجهة الحدودية بين الصين والهند، إن «الاستخدام التكتيكي لقضية التبت والدالاي لاما معًا مثير للسخرية ويؤدي إلى نتائج عكسية»؛ كان يشير إلى استخدام القوة الحدودية الخاصة وإلى التغطية الإعلامية اللاحقة. اتهمت نيودلهي باستخدام التبتيين بمثابة ورقة مساومة فقط عندما ترتفع حدة التوترات مع الصين.

## موقف الهند من منطقة التبت المستقلة
في عام 1988، بعد زيارة رئيس الوزراء راجيف غاندي، وهي أول زيارة لرئيس وزراء هندي إلى الصين منذ عام 1954، ورد في بيان صحفي رسمي مشترك أنه «كرر الجانب الهندي السياسة طويلة الأمد والمتسقة لحكومة الهند بأن التبت هي منطقة مستقلة عن الصين».
بعد زيارة رئيس الوزراء الهندي أتال بيهاري فاجبايي إلى الصين في يونيو من عام 2003، تم توقيع تصريح مشترك اعترفت الهند فيه بأن «منطقة التبت المستقلة هي جزء من أرض جمهورية الصين الشعبية». عنى ذلك، من وجهة النظر الصينية، أن الهند اعترفت، «للمرة الأولى»، بالتبت «جزءًا من الصين». يفسرها بعض المعلقون الغربيون والهنود بأنها تعني أن الصين اعترفت «بسيادة» الصين على التبت. في المقابل، اتخذت الصين على امتداد فترة من الزمن، خطوات تدريجية للاعتراف بسيادة الهند على سيكيم. كتب براهما تشيلاني أن اعتراف الهند بالسيادة الصينية على التبت شكل «الخطأ الأمني الأكبر والوحيد».